# Vuurtoren van South Foreland
South Foreland Lighthouse is een vuurtoren die zich bevindt in St. Margaret's Bay, een dorp in het Engelse graafschap Kent. De toren staat op de kaap South Foreland, die uit krijtrotsen bestaat. De gebouwen bevinden zich ongeveer 4,5 km ten oosten en iets ten noorden van de havenstad Dover. De toren werd in 1858 als eerste vuurtoren ter wereld uitgerust met een elektrisch licht.
De toren waarschuwde schippers voor de gevaren van de Goodwin Sands, een 16 km lange zandbank die bij laagwater zichtbaar is, maar zich bij hoogwater verplaatst en waarop meer dan 1 500 schepen vergingen. Als het hoge licht vormde hij samen met een laag licht een lichtlijn. Wanneer beide lichten vanop een schip boven elkaar in een verticale lijn zichtbaar waren, wisten de schippers dat ze veilig voorbij de Goodwin Sands konden varen. Het lage licht werd in 1904 buiten dienst gesteld. Door de ontwikkeling van moderne navigatiemiddelen werd ook het licht op South Foreland overbodig zodat Trinity House, de vennootschap die de toren in eigendom had, besloot om de toren op 30 september 1988 buiten bedrijf te stellen. Trinity House is verantwoordelijk voor de navigatiemiddelen in Engeland, Wales, Gibraltar en de Kanaaleilanden. De toren werd na de buitendienstelling overgenomen door de Engelse National Trust die het complex verder beheert.

## Kenmerken en uitrusting

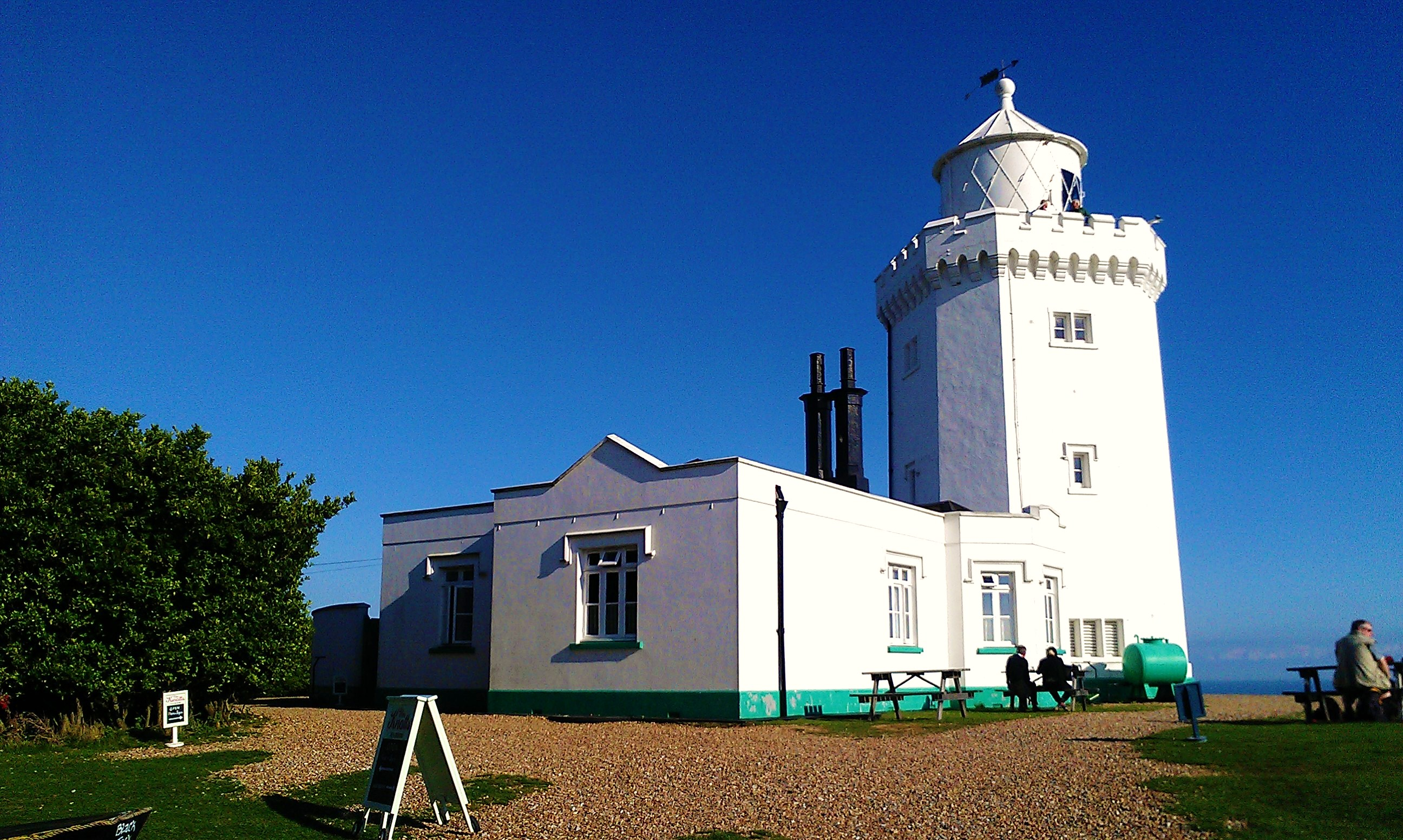
Zicht op de achterzijde van de toren.

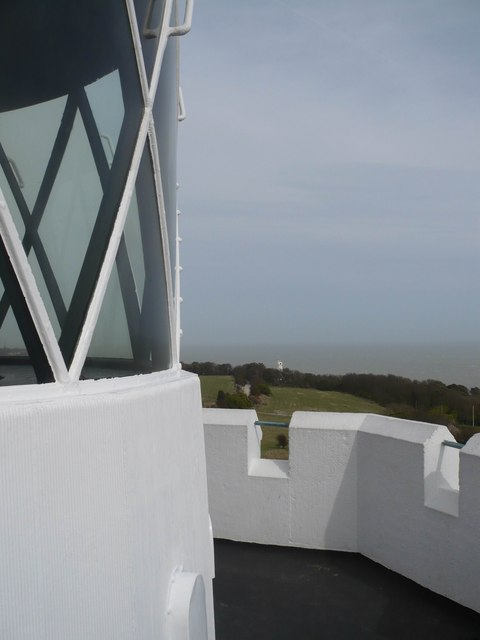
Zicht op een deel van de torengalerij en het lichthuis.

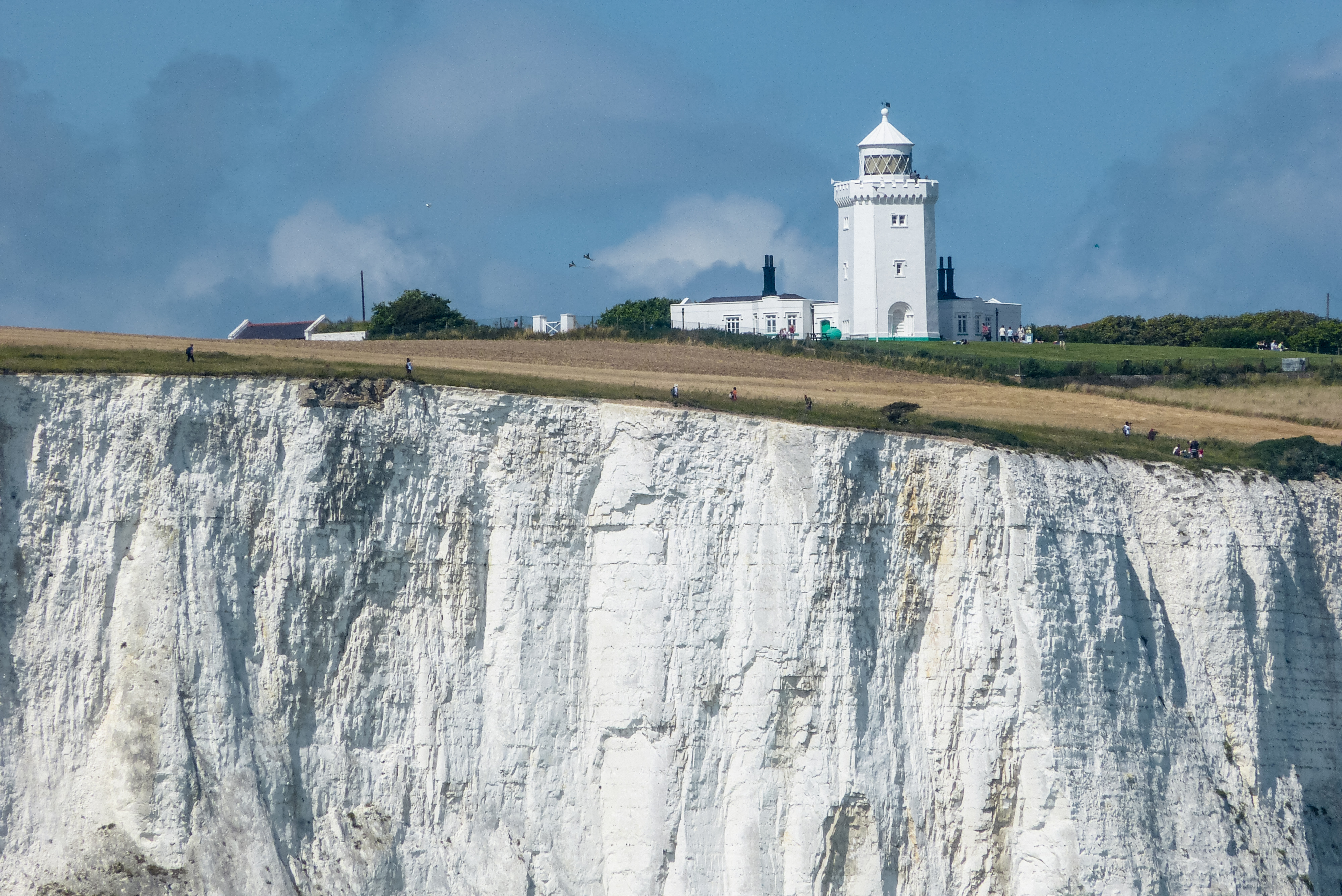
Zicht op de krijtrotsen en de toren.

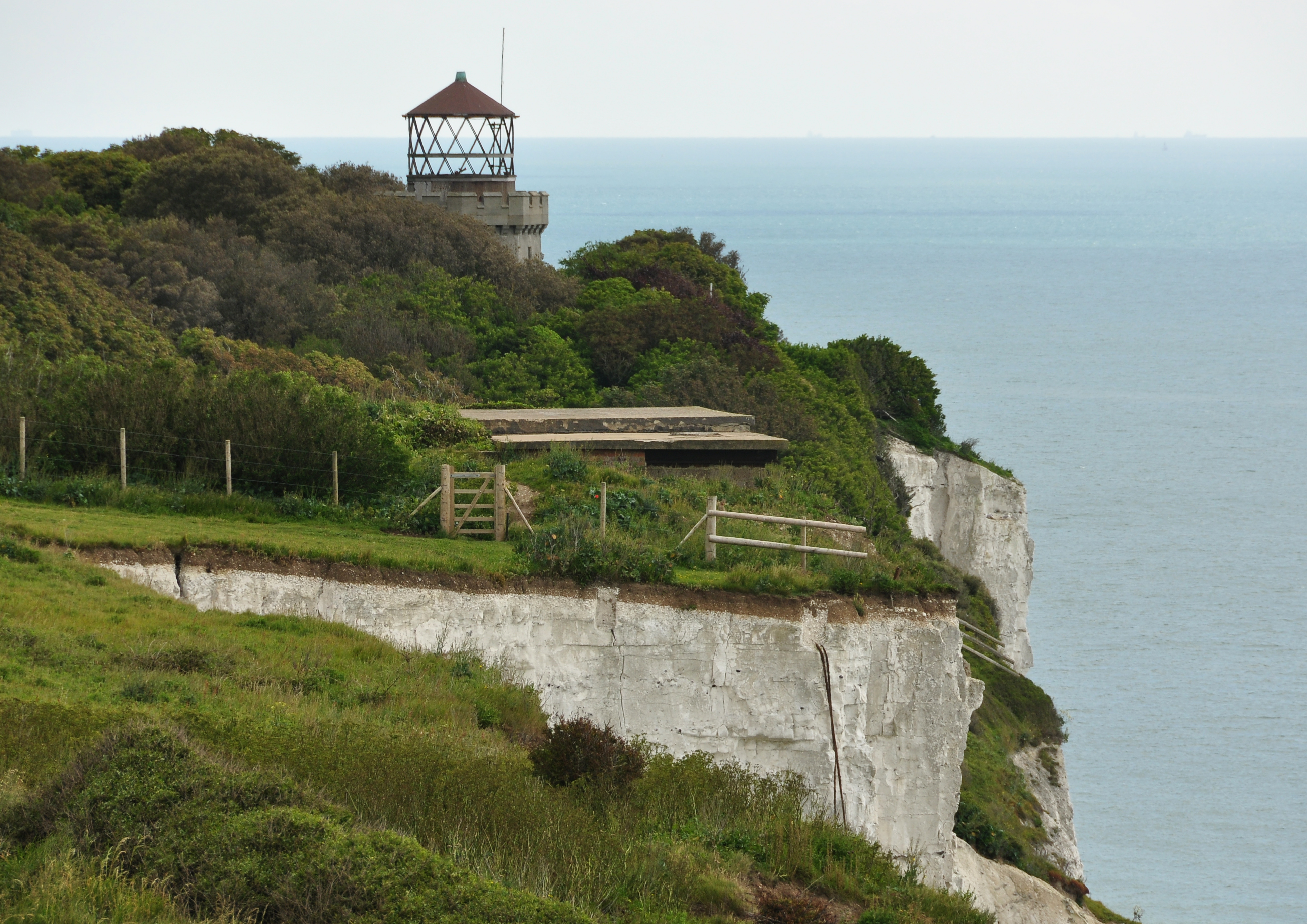
Zicht op het lage licht dat in 1904 uitgeschakeld werd.

De 21 meter hoge en volledig witte toren heeft een onregelmatige achthoekige vorm en bestaat uit drie bouwlagen. De bovenzijde van de toren wordt gevormd door een galerij die bereikbaar is via een trap met 76 treden en die werd afgewerkt met kantelen. Op deze galerij bevindt zich het lichthuis dat werd uitgerust met een roterend optisch systeem dat bestaat uit 16 lenspanelen. Deze fresnellens werd in beweging gebracht door een uurwerkmechanisme met een dalend gewicht dat in 2004 opnieuw in de toren geïnstalleerd werd. Als gevolg van beschadigingen tijdens de Tweede Wereldoorlog veranderde het lichtpatroon van continu flitsend naar drie witte flitsen om de 20 seconden. Het licht was zichtbaar was tot op een afstand van 26 zeemijl (ongeveer 48 km) en bevond zich 114 m boven zeeniveau. In 1842 werden tegen de toren aan twee woningen voor de vuurtorenwachters gebouwd. De toren sinds 30 september 1988 buiten dienst.

## Geschiedenis

### De eerste lichten
Omdat de zandbank Goodwin Sands sinds het ontstaan van de scheepvaart voor het verlies van schepen en opvarenden had gezorgd, werd reeds in 1367 door Brother Nicholas de Legh een lantaarn voor de krijtrotsen neergelaten om de schippers te wijzen op deze gevaarlijke hindernis.
In 1635 liet Sir John Meldrum twee vuurpotten installeren, de voorlopers van de latere hoge - en lage vuurtoren. Om het onderhoud van deze open vuren te financieren, verkreeg Meldrum het recht om de kosten te verhalen op de voorbijvarende schepen. Deze zogenaamde light dues werden geïnd in de Britse havens.
Vanaf 1642 beheerde Robert Osbolton de vuren. Hij werd op zijn beurt opgevolgd door zijn zoon die in 1715 overleed waarna de vuurtorens in handen van Greenwich Hospital kwamen. Deze organisatie, die tussen 1692 en 1869 een permanent onderdak bood aan gepensioneerd personeel van de Royal Navy, bracht de vuren onder in een glazen constructie die na twaalf jaar werd verwijderd, omdat ze door rookafzetting ondoorzichtig geworden was.
Het hoge licht werd door John Yenn in 1793 aangepast. Hij liet een gebouw optrekken dat bestond uit drie bouwlagen en dat werd uitgerust met olielampen. In 1795 werd ook het lage licht vernieuwd. Yenn baseerde het uitzicht en de inrichting van het gebouw, dat slechts twee bouwlagen telde, op het vernieuwde hoge licht.

### Overname door Trinity House
In 1832 werd Trinity House eigenaar van de beide vuurtorens. Hiervoor betaalde de vennootschap de som van £ 8 366 aan Greenwich Hospital. James Walker, als ingenieur verbonden aan Trinity House, kreeg in 1842 de opdracht om het hoge licht te verhogen en opnieuw uit te rusten, waardoor de toren zijn huidige vorm kreeg. Onder zijn toezicht werd ook het lage licht in 1846 volledig opnieuw opgebouwd. De totale kostprijs voor deze werkzaamheden bedroeg £ 4 409.
South Foreland werd in december 1858 de eerste vuurtoren ter wereld die werd uitgerust met elektrisch licht toen in het lichthuis een booglamp werd geïnstalleerd die was ontworpen door Frederick Hale Holmes. Michael Faraday, die als wetenschappelijk adviseur van 1836 tot 1865 verbonden was aan Trinity House, hield toezicht op het experiment. De elektriciteit voor de lamp werd geleverd door een grote generator waarvan het type naar Holmes vernoemd werd. De werking van dit toestel was gebaseerd op de ontdekkingen van Faraday op het gebied van elektromagnetische inductie.
Op 24 december 1898 bracht Guglielmo Marconi de eerste radioverbinding ooit tussen een schip en de wal tot stand. Hij liet hiervoor een grote antenne installeren in de buurt van de vuurtoren. Marconi communiceerde met zijn assistent George Kemp die zich op het lichtschip East Goodwin bevond dat ongeveer 19 km uit de kust lag. De geslaagde radioverbinding werd gebruikt om kerstgroeten over te brengen. Op 27 maart 1899 realiseerde Marconi een internationale radioverbinding tussen de Engelse vuurtoren en Wimereux in Noord-Frankrijk, waar hij zijn zendapparatuur had opgesteld. Deze nieuwe communicatievorm werd in de weken na het eerste geslaagde experiment twee maal gebruikt om noodsignalen in morse tussen schepen en de wal uit te wisselen.
Omstreeks 1904 bleek dat de zandbank Goodwin Sands zich zodanig verplaatst had, dat de lichtlijn die gevormd werd door het hoge en lage licht niet meer de juiste, veilige route voor de scheepvaart aangaf. Het lage licht werd uitgeschakeld en het gebouw werd verkocht aan particulieren. Om het wegvallen van het lage licht te compenseren werd de lichtopbrengst van het hoge licht aanzienlijk verhoogd. Bovendien werd door het installeren van een draaiende optiek het lichtpatroon veranderd van vast naar flitsend.
De Holmesgenerator die de toren van elektriciteit voorzag, kon in 1922 uitgeschakeld worden toen het complex met het lichtnet verbonden werd; het toestel had toen 50 jaar dienstgedaan.

### Tweede Wereldoorlog
In de Tweede Wereldoorlog werd de toren, die zelf niet mocht gebruikt worden voor oorlogsactiviteiten, omgeven door kustbatterijen die de Het Kanaal bestreken en Duitse stellingen op de Franse kust onder vuur konden nemen. De toren werd gecamoufleerd en het licht werd gedoofd zodat de Duitsers het bouwwerk niet als richtpunt konden gebruiken.
Deze voorzorgen konden niet voorkomen dat een aantal optische panelen van de torenlens werden beschadigd. Deze lens was samengesteld uit 16 lenspanelen en genereerde oorspronkelijk een continu flitsend wit licht. De defecte lenselementen werden met metalen platen afgedekt. De zes overgebleven lenspanelen, die gegroepeerd waren per drie, zorgden voor een nieuw lichtpatroon dat bestond uit drie witte flitsen om de 20 seconden.

### Overname door de National Trust
In 1969 werden de vuurtorenwachters van hun dienst ontheven, omdat de toren volledig geautomatiseerd werd. De beschikbaarheid van moderne navigatiemiddelen aan boord van schepen, zoals gps, deden Trinity House besluiten om de toren op 30 september 1988 uit te schakelen. In 1989 nam de National Trust het beheer van het complex over. Een van de vroegere wachterswoningen werd verhuurd als vakantieverblijf. De tweede woning werd ingericht als theehuis. De toren zelf kan door het publiek bezocht worden.

### Tijdelijke herinschakeling en restauratie
Tijdens de feestelijkheden ter gelegenheid van het diamanten regeringsjubileum van Elizabeth II in juni 2012 werd de toren tijdelijk opnieuw verlicht. Om het optisch systeem in beweging te zetten werd het gewicht van het uurwerkmechanisme dat voor de aandrijving van de lens zorgde om het uur handmatig opgehaald. De toren maakte deel uit van een keten die werd gevormd door meer dan 4 000 verlichte bakens. De kustwacht verwittigde de scheepvaart door middel van herhaalde berichten dat het torenlicht geen geldig navigatiemiddel was.
In 2014 werd de buitenzijde van de toren gerestaureerd. De muren en het lichthuis werden eerst gezandstraald om oude verflagen te verwijderen. Vervolgens werd 170 liter nieuwe verf aangebracht. De werkzaamheden werden in veertien weken uitegvoerd.

## Geregistreerd monument
De vuurtoren en de bijhorende gebouwen werden op 23 april 1987 ingeschreven als grade II listed building op de Statutory List of Buildings of Special Architectural or Historic Interest. Hiermee werd het bouwwerk erkend als een monument van speciaal belang dat in zijn huidige toestand moet bewaard blijven en daartoe ook moet worden onderhouden.